# Maki Ōguro
Maki Ōguro, ou Oguro, ou Ohguro (transcription officielle) (大黒 摩季, Ōguro Maki, née le 31 décembre 1969 à Sapporo au Japon) est une chanteuse pop-rock japonaise, auteur de ses chansons, qui débute en 1992 avec le tube DA・ka・RA vendu à plus d'un million d'exemplaires. Elle interprète également un thème de fin pour la série anime Slam Dunk en 1993.

## Discographie

### Singles
- STOP MOTION (1992/05/27)
- DA・KA・RA (1992/09/23)
- チョット (1993/02/10)
- 別れましょう私から消えましょうあなたから (1993/04/28)
- Harlem Night (1993/07/28)
- あなただけ見つめてる (1993/12/10) (thème de fin de l'anime Slam Dunk)
- 白いGradation (1994/01/29)
- 夏が来る (1994/04/23)
- 永遠の夢に向かって (1994/10/05)
- ら・ら・ら (1995/02/20)
- いちばん近くにいてね (1995/05/03)
- 愛してます (1995/11/06)
- あぁ (1996/02/26)
- 熱くなれ (1996/07/08)
- アンバランス (1996/12/02)
- ゲンキダシテ 91997/03/26)
- 空 (1997/05/28)
- ネッ！～女、情熱～ (1998/02/25)
- 太陽の国へ行こうよ　すぐに ～空飛ぶ夢に乗って～ (1999/02/24)
- 夢なら醒めてよ (1999/08/04)
- 虹ヲコエテ (2001/08/08)
- 雪が降るまえに (2001/10/31)
- アイデンチイチイ　(2002/05/29)
- 勝手に決めないでよ (2003/03/12)
- 夏が来る、そして… (2003/05/28)
- いとしいひとへ ~Merry Christmas~ (2003/12/03)
- ASAHI ~SHINE&GROOVE~ (2004/07/28)
- OVER TOP (2005/04/27)
- 胡蝶の夢 (2006/02/08)
- コレデイイノ?!/恋の悪魔-She's no Angel- (2007/04/18)
- IT'S ALL RIGHT  (2010/05/19)
- Anything Goes! (2010/11/17)
- Anything Goes! “Ballad” (2011/07/12)
- Lie, Lie, Lie (2017/09/27)

### Albums
- STOP MOTION (1992/06/24)
- DA DA DA (1993/04/28)
- U. be love (1993/11/10)
- Eien no Yume ni Mukatte (1994/11/09)
- LA.LA.LA. (1995/07/19)
- POWER OF DREAMS (1997/08/06)
- MOTHER EARTH (1998/09/09)
- O (2001/12/12)
- PRESENTs (2002/12/11)
- RHYTHM BLACK (2003/06/25)
- COPY BAND GENERATION VOL.1 (2004/03/17)
- HAPPINESS (2005/06/22)
- Positive Spiral (2008/01/30)
- Suppin (2010/08/25)
- Music Muscle (2018/12/05)

### Compilations
- BACK BEATs #1 (1995/12/11)
- BEST OF BEST (1999/12/31)
- BACK BEATs #2 - Maki Ohguro & Staff Works - (2001.10.31)
- Complete of Ohguro Maki at the BEING studio (2003.7.25)
- weep ~ The Best Ballads Collection ~ (2006/03/15)
- BEST OF BEST 1000 (2007.12.12)
- BEST HITS (2008.2.27)
- BEST LUXURY 22-24pm (2009.2.4)
- GOLDEN☆BEST Maki Ohguro (2011.11.23)
- Greatest Hits 1991-2016 ~All Singles +~ (2016.11.23)

### DVD
- LIVE BEATs! -How Are You? I'm Fine!- (2000/08/01)
- LIVE NATURE #0 -Nice to meet you-
- LIVE NATURE #2 -BEST BEATs-
- LIVE NATURE #3 SPECIAL -Rain or Shine-
- COPY BAND GENERATION LIVE VOL. 1 (2004/09/29)
- MAKI OHGURO Live Bomb!! "Lev V" 15th Anniversary Get the "Rock & Peace" Maki's Love With You (2007)
- Maki Ohguro Live Bomb!! Level.6 15th Anniversary Super Final in Pacific Yokohama ~My Music My Life~ (2009)

## Liens
- (ja) Fanclub officiel
- (ja) Blog officiel
- (ja) Ancien blog officiel
- (ja) Site officiel chez EMI Music Japan
- (ja) Ancien site officiel chez Being Music